# Nebulio

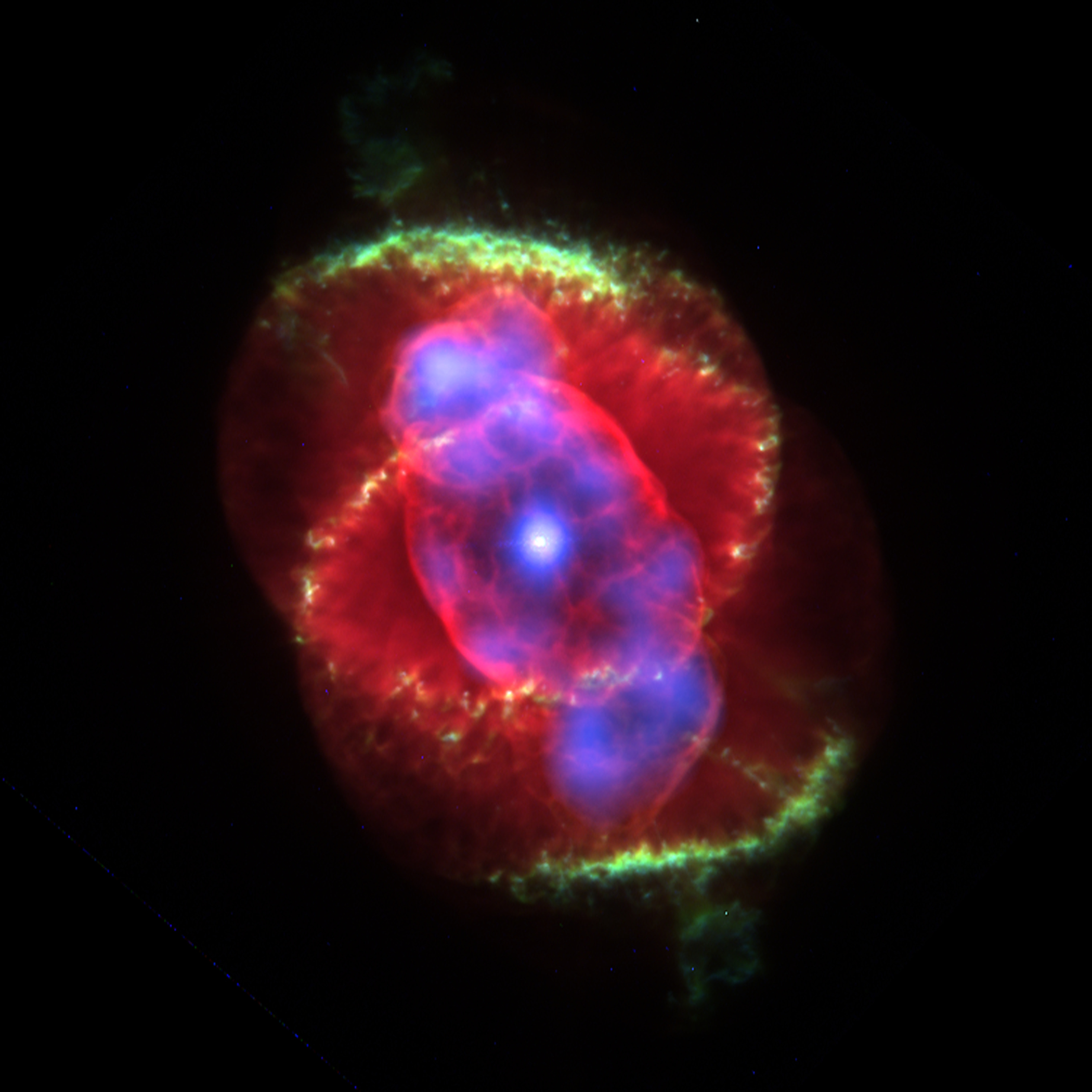
Nebulosa Ojo del Gato (NGC 6543)

Nebulio fue el nombre propuesto para un presunto elemento químico encontrado en una nebulosa por William Huggins en 1864. La gran línea verde del espectro de emisión de la nebulosa Ojo de Gato, descubierta mediante espectroscopia, lo cual llevó a postular que existía un elemento desconocido. En 1927, Ira Sprague Bowen demostró que dichas línea se debían al oxígeno doblemente ionizado (O2+) y no a un elemento nuevo.

## Historia
William Hyde Wollaston en 1802 y Joseph von Fraunhofer en 1814 decribieron las líneas oscuras en el espectro solar. Luego, Gustav Kirchhoff explicó las líneas por la Espectroscopia de absorción atómica (AA) o la emisión, las cuales permitían identificar elementos químicos.
En los primeros días de la astronomía telescópica, la palabra "nebulosa" se usaba para describir una mancha de luz que no se veía como una estrella. Muchas de ellas como la Nebulosa de Andrómeda tenía un espectro similar al correspondiente al de las estrellas, las cuales formaban las galaxias. Otras como la Nebulosa Ojo de Gato, tenían diferente espectro. Cuando William Huggins observó dicha nebulosa no encontró un espectro continuo como el del sol, sino unas cuantas potentes líneas espectrales. Las dos líneas verdes en 495.9 nm y 500.7 nm eran muy fuertes. Las líneas no correspondían a elementos conocidos en la Tierra. De hecho el helio fue identificado en el espectro solar en 1868, y también en la Tierra en 1895 y pensaron que debían a un nuevo elemento. El nombre nebulio (llamado también nebulo o nefelio) primero fue mencionado por la esposa de Huggins en un corto mensaje en 1898, aunque se estableció que Huggins ocasionalmente uso el término antes.
En 1911, John William Nicholson teorizó que todos los elementos conocidos consistían de cuatro protoelementos, uno de los cuales era el nebulio.
El desarrollo de la tabla periódica por Dimitri Mendeleev y la determinación de los números atómicos por Henry Moseley en 1913 no dejó siquiera espacio para el nuevo elemento. En 1914 astrónomos franceses fueron capaces de determinar el peso atómico del nebulio. Con un valor de 2.74 para las líneas cerca de 372 nm y un valor ligeramente menos para la línea de 500.7 nm indicando dos elementos causantes del espectro.
Ira Sprague Bowen trabajaba en espectroscopia ultravioleta-visible y el cálculo del espectro de los elementos ligeros de la tabla periódica cuando tuvo cautela con las líneas descubiertas por Huggins. Sabiendo esto fue capaz de sugerir que las líneas verdes podrían deberse a líneas prohibidas por causa de oxígeno doblemente ionizado de muy baja densidad, en vez del hipotético nebulio. Como Henry Norris Russell estableció, "el nebulio se desvaneció en el aire". Las nebulosas son enormemente espacio vacío, con menor densidad de los vacíos producidos en la Tierra. En tales condiciones, las líneas no aparecen en densidades normales. A estas líneas se llaman líneas prohibidas y son las más fuertes del espectro nebular.